# Cessna

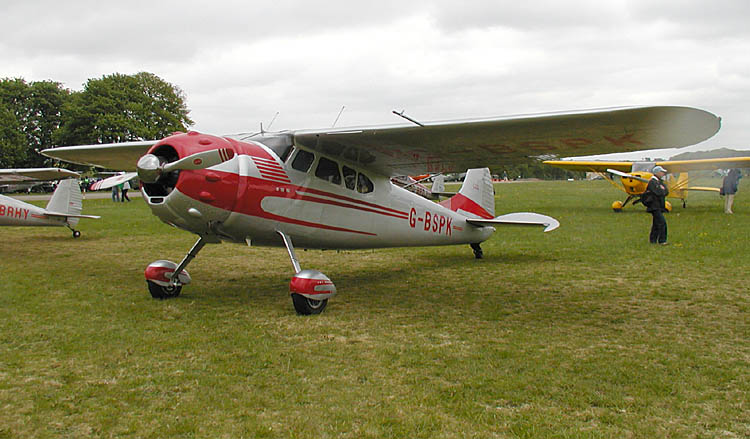
Cessna 195

Die Cessna Aircraft Company Inc. – gegründet 1927 von Clyde Vernon Cessna – war ein US-amerikanischer Flugzeughersteller mit Hauptsitz in Wichita, Kansas. Gebaut wurden ein- und zweimotorige kleine Propeller-, Turboprop- und Strahlflugzeuge. Ab 1965 produzierte Cessna Geschäftsreiseflugzeuge. Der Markenname Cessna [ˈsesnə; auch tʃɛ̣snə] bezeichnet eine der bekanntesten Flugzeugserien für Privat- und Geschäftsreiseflugzeuge, außerdem wurden auch Kampfflugzeuge hergestellt (z. B. die Cessna A-37).
Nachdem General Dynamics die Firma Cessna im Jahr 1985 aufgekauft hatte, wurde die Produktion von Kleinflugzeugen eingestellt. Dies hing maßgeblich mit der Verlängerung der Produkthaftung in den USA zusammen, so dass eine wirtschaftliche Vermarktung dieser Flugzeugmuster unrealistisch erschien.
Erst nach dem erneuten Verkauf im Jahr 1992 an die Firma Textron Inc. wurden auch wieder Flugzeuge dieser Typenreihen hergestellt. 2014 wurde das Unternehmen mit Hawker Beechcraft zu Textron Aviation fusioniert. Der Markenname Cessna besteht jedoch für alle bestehenden Produktreihen fort.

## Beispiele für Cessna-Flugzeugmodelle
Die meisten von Cessna gefertigten Flugzeuge fallen in die Klasse der sogenannten abgestrebten Schulterdecker. Es gibt sie in verschiedenen Rumpfgrößen.

### Cessna 162 „Skycatcher“
Das kleinste Flugzeug aus dem Hause Cessna war die 2-sitzige Cessna 140, die später mit nur geringfügigen Änderungen unter den Modellnummern Cessna 150 und Cessna 152 weltweit bekannt wurde. In allen Varianten wurden über 30.000 Flugzeuge dieser Modellreihe gefertigt. Kunstflugtaugliche Versionen tragen hinter der Typenbezeichnung den Zusatz „Aerobat“. Wegen seiner niedrigen Betriebskosten und gutmütigen Flugeigenschaften ist das Flugzeug bis heute ein Standardmodell bei der Pilotenausbildung. Über 75 % der alten Modellreihe sind noch immer im Einsatz. Im Jahr 1985 beschloss der Hersteller, nur mehr die größeren Modelle ab der Cessna 172 zu vertreiben. Ende 2007 wurde dieser Beschluss revidiert, und das Modell Cessna 162 neu auf dem Markt angeboten. Während der Rumpfaufbau und die Motorisierung vom bewährten Vorgängermodell übernommen wurden, erhielt die zweisitzige 162 im Innenraum ein modernes Garmin G300 Glascockpit, das speziell für dieses kleine Modell angepasst wurde. Das Flugzeug ist für Tag- und Nachtflüge nach Sichtflugregeln (VFR) zugelassen, nicht aber für Flüge nach Instrumentenflugregeln (IFR). Die erste Serie SkyCatcher hatte im Mai 2008 (rund acht Wochen nach dem Prototyp) ihren Erstflug. Die erste in Shenyang in der Volksrepublik China bei der Shenyang Aircraft Corporation für den amerikanischen Markt gebaute Maschine hatte am 17. September 2009 ihren Erstflug. Der etwa 400 kg schwere Metall-Zweisitzer soll in den USA in der LSA-Klasse zugelassen werden und für 111.500 Dollar verkauft werden. Die Maschine ist mit einem 74 kW Continental-Kolbenmotor ausgerüstet; sie erreicht eine Höchstgeschwindigkeit von 219 km/h und erzielt eine Reichweite von 870 km. Letzten Endes blieb die Cessna 162 aber auf dem Markt erfolglos und die Produktion wurde 2014 eingestellt.

### Cessna 172 „Skyhawk“

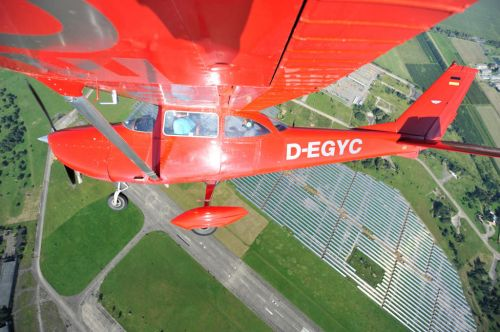
Cessna 172 Skyhawk, Modell 1968

Die Baureihe Cessna 172 „Skyhawk“ ist dem kleineren Schwestermodell 152/162 vom Aufbau her sehr ähnlich, jedoch deutlich größer. Es finden inklusive Pilot vier Personen in der Kabine Platz, es wird ein stärkerer Motor verwendet, und die vergrößerten Tragflächen ermöglichen mehr Tankvolumen, woraus bei geringer Zuladung eine größere Reichweite resultiert. Die Cessna 172 (früheste Versionen tragen die Bezeichnung Cessna 170) wird seit 1950 äußerlich nahezu unverändert gebaut. Die Firma Reims Aviation aus Frankreich fertigte lange Zeit in Lizenz die Modelle für den europäischen Markt (siehe Foto rechts), heute wird sie wieder ausschließlich am Cessna-Stammsitz in Wichita hergestellt. Auch die Skyhawk-Modelle erfreuen sich als Schulflugzeuge großer Beliebtheit, da diese aufgrund der umfangreichen Ausrüstung auch für den Instrumentenflug (IFR) zugelassen sind, der ein wichtiger Teil der Ausbildung für Berufspiloten ist.
Heutige Modelle verfügen über ein umfangreiches Glascockpit; auch Wetterradar, Kollisions- und Geländewarnanlagen können bestellt werden. Mit Lederausrüstung und Klimaanlage wird die Skyhawk auch von Privatkunden als komfortables kleines Reiseflugzeug verwendet.
Die C172 ist zudem auch als Wasserflugzeug verfügbar.

### Cessna 177 „Cardinal“

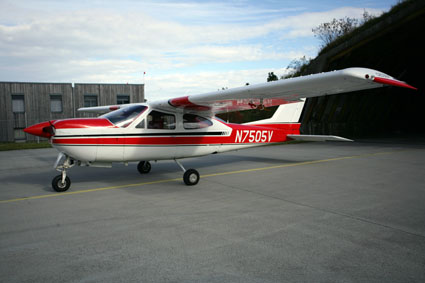
Cessna 177RG, Modell 1976

Als Cessna im Jahre 1967 die C210 Centurion mit einem strebenfreien Rechteckflügel vorstellte (der neben einer leicht gesteigerten Geschwindigkeit dem Flugzeug vor allem ein neues, modernes Aussehen verschaffte), war es in den Augen der Cessna-Ingenieure Zeit, das Cessna-Erfolgsmodell Skyhawk (Cessna 172) durch einen modernen Nachfolger abzulösen. Der Prototyp des neuen Modells wurde zunächst unter der Bezeichnung Cessna C172J (genannt „J-Bird“) geführt. Neben einer völlig neuen Zelle betraf die Hauptänderung den neuen Rechteckflügel ohne Strebe der Cessna 210. Dieser Flügel kam in einer leichteren Version zum Einsatz. Um die Sicht des Piloten in der neuen Cessna 177 zu verbessern, wurde der Flügel viel weiter nach hinten gesetzt als dies in der Cessna 172 der Fall war. Um einen sehr großen Schwerpunktbereich zu ermöglichen, kommt bei der Cessna 177 als einzigem Flugzeug von Cessna ein sehr weit nach hinten gesetztes großes Pendelhöhenruder (Stabilator) zum Einsatz. Aufgrund der relativen Untermotorisierung, der sehr teuren Herstellung (und damit einhergehend eines hohen Verkaufspreises) sowie von Problemen im Handling der Maschine konnte sich die Cessna 177 nicht gegen die Cessna 172 – deren Produktion weiter aufrechterhalten wurde – durchsetzen.
Bis zum Jahr 1978 wurde die Cessna 177 „Cardinal“ (benannt nach dem Kardinalsvogel, siehe Kardinäle) als hochpreisiges Nischenprodukt in ständig verbesserten Versionen gebaut. Ab 1969 kam ein 180 PS Lycoming O-360 Motor mit Verstellpropeller zum Einsatz und die frühen Kinderkrankheiten wurden nahezu vollständig beseitigt. Ab dem Jahr 1971 wurde auch eine Version mit Einziehfahrwerk, die C 177 RG (Retractable Gear) gebaut, die auch im französischen Reims in Lizenz produziert wurde. Die „RG“ wird von einem Lycoming IO-360 Motor mit 200 PS und Constant Speed Propeller angetrieben. Leistungsmäßig ist die Cessna 177RG zwischen der Piper PA-28 „Arrow“ und den leichteren Mooney-Modellen (mit max. 200 PS) angesiedelt.
Die Cessna Cardinal ist heute (in den Versionen FG (Fixed Gear = Festes Fahrwerk) als auch RG (Retractable Gear)) ein beliebtes und vergleichsweise schnelles Reiseflugzeug. Ein weltweit agierender Club „Cardinal Flyers Online“ verbindet viele Besitzer und Piloten auf der ganzen Welt.
Die „Cardinal“ nimmt aufgrund ihrer relativen Exklusivität (relativ geringe Stückzahl, sehr modernes Aussehen, hervorragendes Handling, vergleichsweise hohe Leistung) innerhalb der Cessna-Produkte einen gewissen Sonderstatus ein.

### Cessna 182 „Skylane“

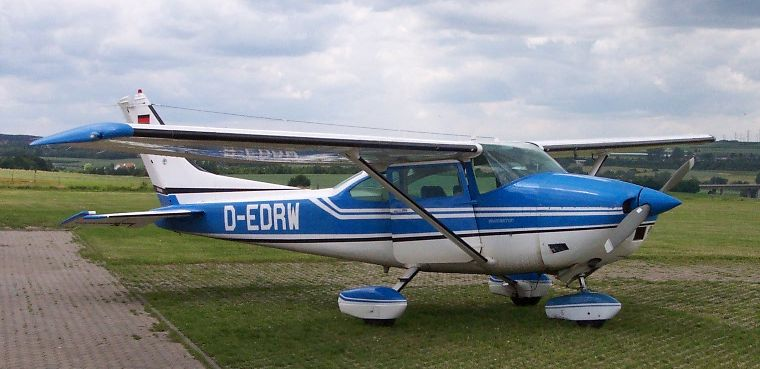
Cessna 182P Skylane

Die Skylane ist die größte Version der einmotorigen 4-sitzigen Reiseflugzeuge und unterscheidet sich durch einen noch stärkeren Motor, verstellbaren Constant-Speed-Propeller, größere Tankvolumina und höhere Abfluggewichte. Auch die Abmessungen sind geringfügig größer.
Zeitweise war die Skylane mit einem Einziehfahrwerk erhältlich und trug die Endung „RG“ (retractable gear).

### Cessna 206 „Stationair“

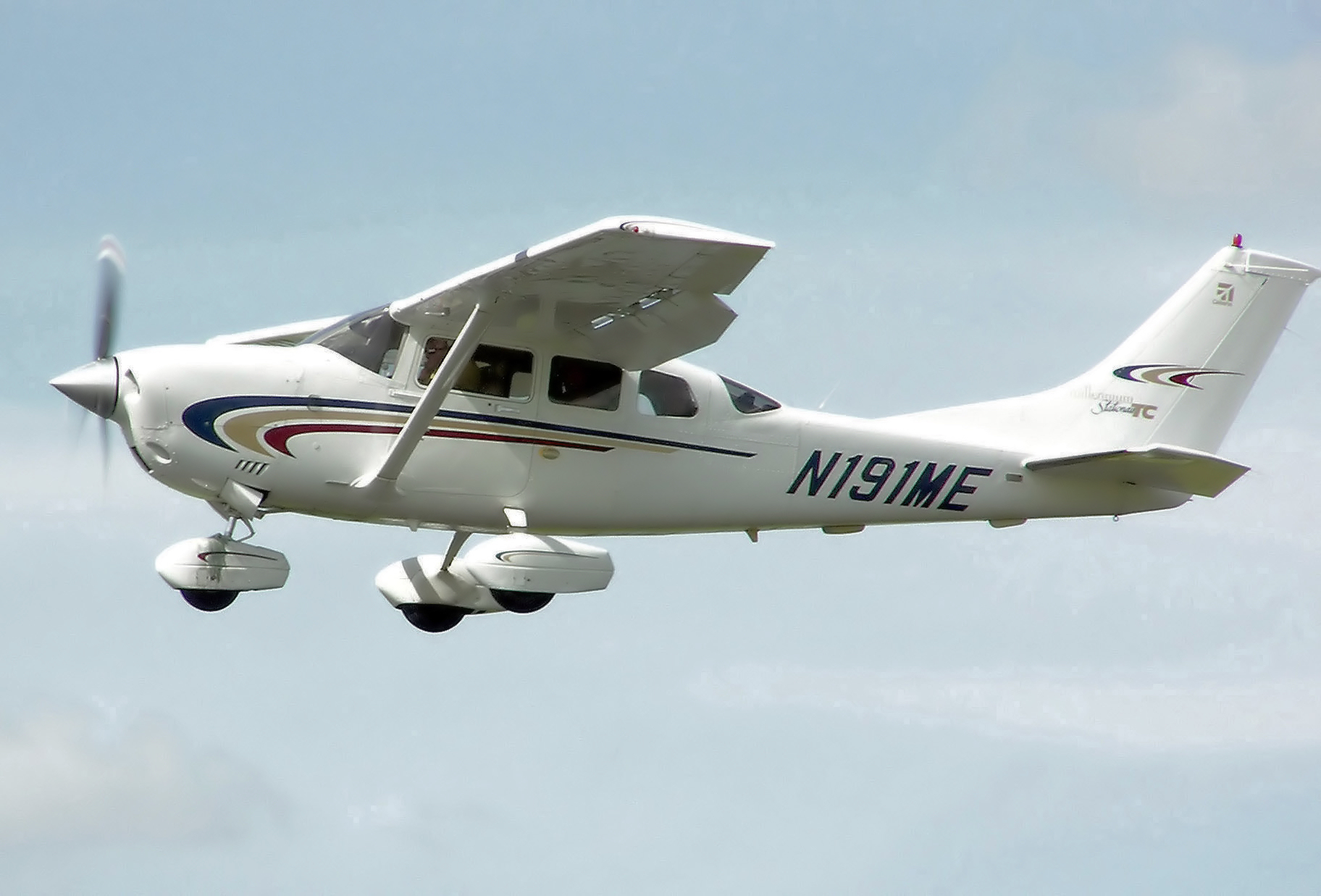
Cessna 206 Stationair

Die einmotorige sechssitzige Cessna 206 kam 1964 auf den Markt und wurde zunächst bis 1986 gebaut. Im Jahr 1998 wurde die Produktion wiederaufgenommen und dauert noch an.
Dieses nahezu unverwüstliche leistungsstarke Flugzeug mit festem Fahrwerk wird vor allem in der Buschfliegerei mit ihren einfachen und relativ ungepflegten Landebahnen sehr geschätzt. Es transportiert eine Nutzlast von ca. 650 kg oder fünf Passagiere.

### Cessna 207 „Stationair 7“ und „Stationair 8“

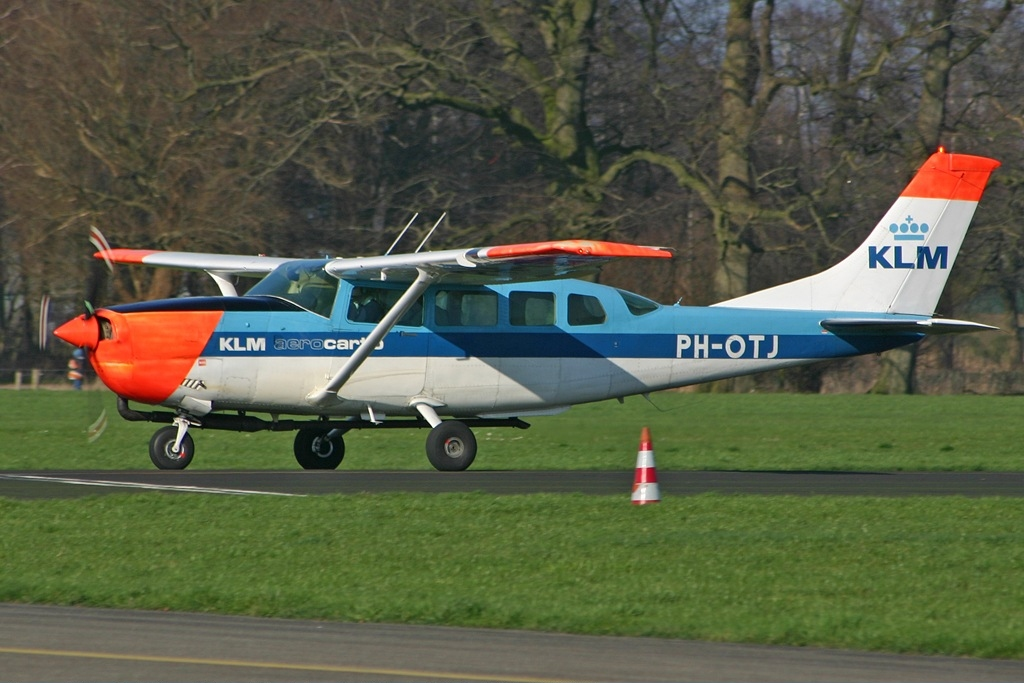
Cessna 207A Turbo Stationair 8

Die sechssitzige Cessna 206 wurde hierfür deutlich verlängert, um schließlich Platz für bis zu 8 Personen zu bieten. Sie kam 1969 auf den Markt und ist das größte einmotorige Flugzeug mit Kolbenmotor, das von Cessna gebaut wurde.
Die Cessna 207 wurde bis 1985 in 788 Exemplaren gebaut.
Sie transportiert eine Nutzlast von ca. 700 kg oder sieben Passagiere.
Das große Platzangebot wird unter anderem bei der Nutzung als Absetzflugzeug im Fallschirmsport und für Rundflüge sehr geschätzt.
Auch Lufttaxi-Unternehmen und kleineren Frachtfluggesellschaften setzen es häufig auf Kurzstrecken ein, auf denen die gesamte Sitzkapazität genutzt werden kann.

### Cessna 208 „Caravan“, „Grand Caravan“ und „Cargomaster“

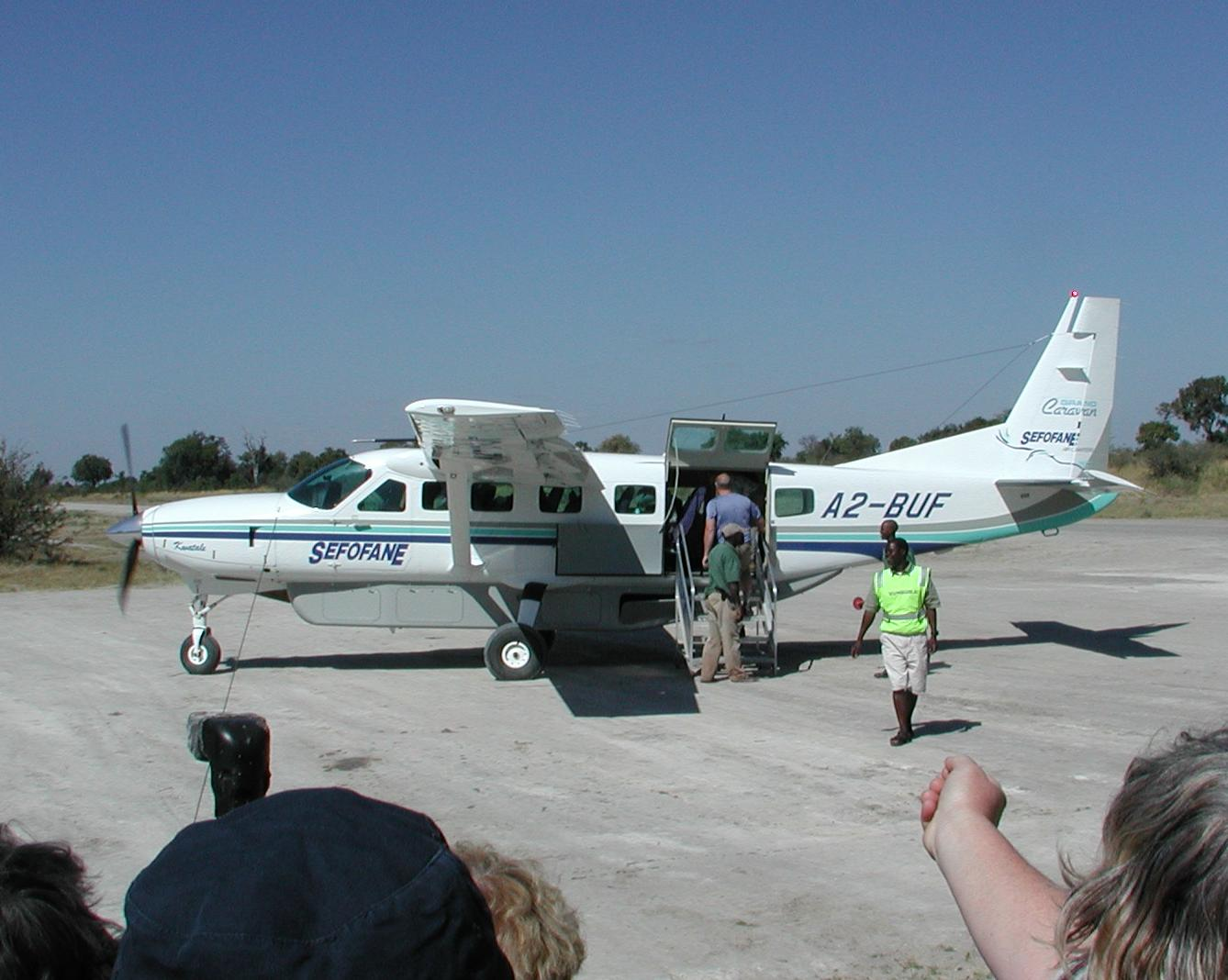
Cessna 208 Grand Caravan

Die Cessna 208 (Caravan) ist ein einmotoriges Passagier- und Frachtflugzeug und für den gewerbsmäßigen Verkehr konzipiert. Im Dezember 1982 flog der erste Prototyp, die FAA-Zulassung erfolgte im Oktober 1984.
Die gestreckte Version der 208, die Grand Caravan, kann 14 Passagiere befördern.
Gemeinsam mit dem Kunden Federal Express entwarf Cessna eine Frachtversion der 208, die Cargomaster. Die Cargomaster besitzt ein zusätzliches Frachtabteil unter dem Rumpf und kann über 1,5 Tonnen Fracht laden. Weitere Varianten der 208 sind eine Militärversion unter dem Namen U-27A sowie eine Ausführung als Wasserflugzeug, der Caravan Amphibian.
Die über 1.500-mal gebaute Cessna 208 ist heute in aller Welt als Zubringer-, Rettungs-, Versorgungs- und Frachtflugzeug unterwegs – außer in Westeuropa. Das liegt daran, dass die europäischen Behörden den Instrumentenflug im gewerbsmäßigen Betrieb mit nur einem Motor nicht erlauben. In Deutschland sind Caravan und Grand Caravan die mit Abstand beliebtesten Absetzflugzeuge für Fallschirmspringer.
Das Deutsche Zentrum für Luft- und Raumfahrt e. V. betreibt am Standort Oberpfaffenhofen eine Cessna 208 als wissenschaftliches Forschungsflugzeug.

### Cessna Skymaster
Die Cessna 336 „Skymaster“ wurde nach dem Erstflug im Februar 1961 in den Jahren 1963 bis 1964 gebaut; insgesamt wurden 195 Exemplare hergestellt. Seit dem Jahr 1965 wurde die geringfügig größere Cessna 337 „Super Skymaster“ gebaut, die später als Cessna 337 „Skymaster“ bezeichnet wurde.

### Cessna Citation

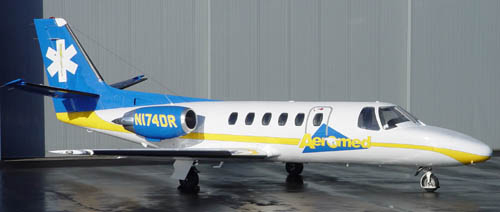
Cessna Citation II

Hauptgeschäftsfeld der Cessna Aircraft Company waren zuletzt die zweistrahligen Business-Jets der Citation-Serie. Angefangen von der neuen kleinen Mustang für vier Passagiere und Single-Pilot-Betrieb geht die Modellpalette über die CJ, XLS, Encore, Sovereign bis zur Citation Longitude, die Platz für zwölf Passagiere bietet. Mit Mach 0,935 gehört die Citation X+ zu den schnellsten zivilen Flugzeugen überhaupt.